# Alberts Frères
Alberts Frères is een van de eerste filmproductiebedrijven van Nederland. Het werd in de jaren 1890 opgericht door Willy Mullens en zijn broer Bernard Mullens, ook bekend als Albert Mullens. 
In 2007 werd hun film De mésaventure van een Fransch heertje zonder pantalon aan het strand te Zandvoort als een van de oudste bewaard gebleven Nederlandse films opgenomen in de Canon van de Nederlandse film.

## Geschiedenis

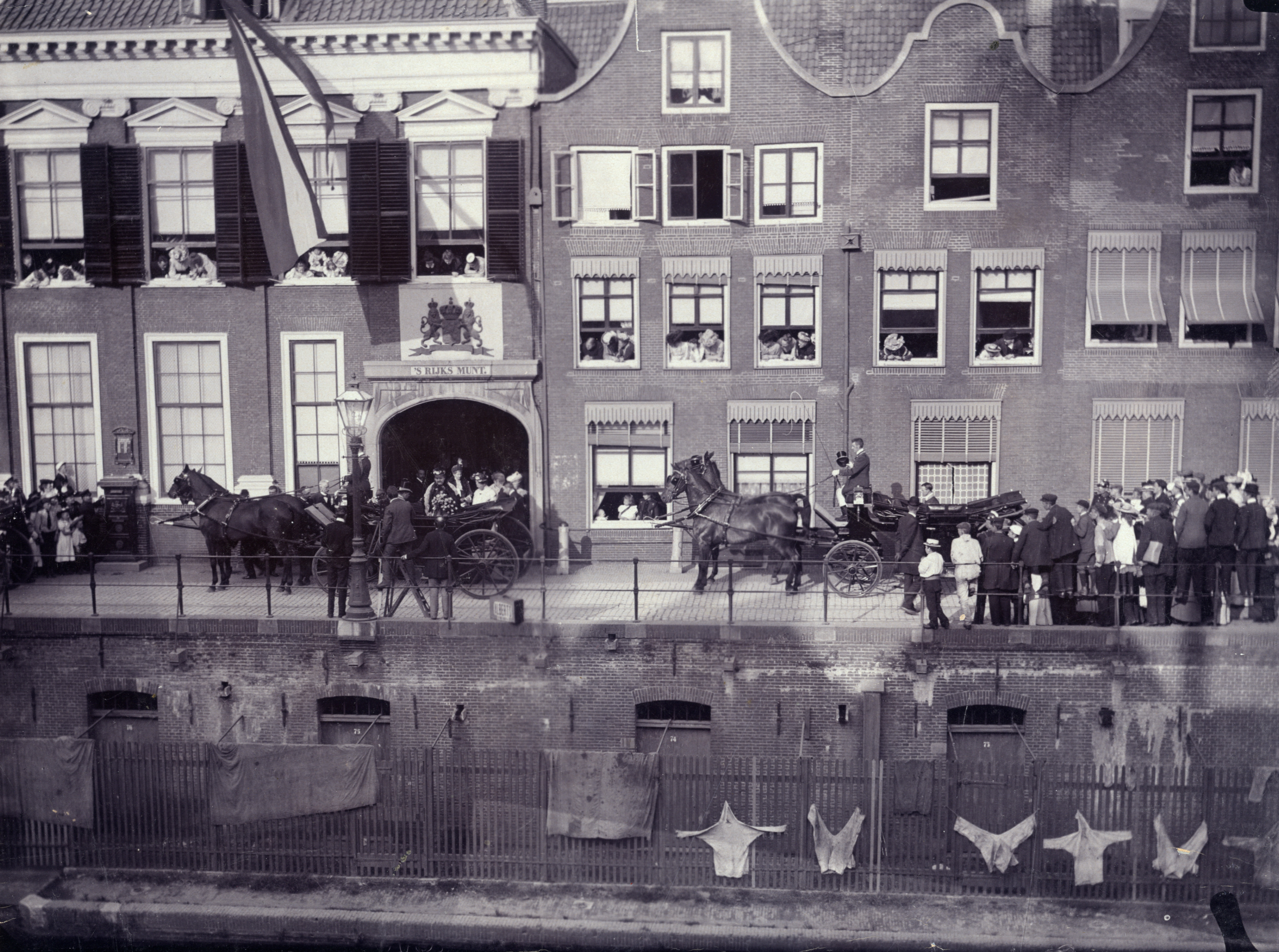
Alberts Frères in actie (rechts naast de lantaarnpaal) tijdens het bezoek van Koningin-moeder Emma aan 's Rijks Munt te Utrecht in 1904. Hun film zou nog dezelfde avond worden vertoond op de kermis van Utrecht.

De broers Willy en Bernard groeide op in een gezin van kermisexploitanten. Vader Mullens had het Theater Cagliostro opgericht en trad op onder de naam A. Alber(t). Na zijn dood werd het bedrijf voortgezet door de weduwe Mullens-Verpoort en haar twee zonen. Onder de naam Koninklijk Nederlandsch Cagliostro Theater traden ze met hun variété-programma op op Nederlandse en Belgische kermissen. In 1899 wordt er een filmprojector aangeschaft en wordt er door het familiebedrijf een reisbioscoop ingericht die zowel tijdens als buiten het kermisseizoen actief is. In 1901 nemen beide broers de leiding van het bedrijf over en veranderen ze de naam in Alberts Frères. Zomers gebruiken ze voor hun voorstellingen een bioscooptent en 's winters maakte ze gebruik van verenigingsgebouwen en theaters.
In de beginjaren wist Alberts Frères zich niet te onderscheiden van hun concurrenten, rond 1903 begonnen zij zich echter te onderscheiden. Ze gebruikten een luxueuze tent, hadden goede muzikale begeleiding en technisch ook een goede projectie. Voor het aanbod en vertoning van hun films waren de broers in staat om vaak als eersten de nieuwste films van Pathé Frères te bemachtigen. Daarnaast bleek Willy ook een goede explicateur.
Een deel van het succes van Alberts Frères wordt ook verklaard door de uitgebreide en 'agressieve' reclamecampagnes in Nederland en België. In tegenstelling tot concurrenten als Filmfabriek F.A. Nöggerath en Christiaan Slieker maakten ze gebruik van grotere, kleurrijkere en frequentere advertenties. Vanaf 1905 lukt het Alber Frères om weer toe te treden tot de kermismarkt in België. Iets wat in die tijd niet gemakkelijk was door het vele aanbod van reisbioscopen en de beperkingen die werden opgelegd in het aantal exploitanten die welkom waren op de kermissen. Alberts Frères kreeg in België ook relatief veel aandacht in de pers, dit alles lijkt een direct gevolg van de vele en grote advertenties die door de broers worden geplaatst. Hun advertenties waren een afspiegeling van hun shows die groots van opzet en rijk gevuld waren met films. Met hun shows van tweeëneenhalf uur richtten zij zich op een publiek van duizend en meer bezoekers. Al gauw werden zij in de kranten geprezen als De koningen van bioscoop.
De broers waren mede succesvol door de inzet van nieuwe technieken en zelf ontwikkelde innovaties. Zo maakten ze gebruik van de grammofoon voor hun 'sprekende bioscoop' en lieten zij hun films met de hand 'inkleuren'. Met behulp van eigen aanpassingen aan de filmprojector konden ze het zogenaamde 'trillen' van de beelden tijdens de projectie verminderen. Door te experimenteren met de opstelling van hun projector (met gebruik van anastigmaten) en te zorgen voor een tweede projectie met een tweede lens kon dit alles plaatsvinden vanachter het doek in plaats vanuit de zaal.

## Eigen films
Vanaf 1904 begon Alberts Frères ook met het produceren van eigen korte speelfilms en documentaires. Veel van deze films werden tussen 1904 en 1907 opgenomen in hun eigen atelier in Breda. Het meest succesvol waren de korte speelfilms die op locatie werden opgenomen, waaronder De mésaventure van een Fransch heertje zonder pantalon aan het strand te Zandvoort uit 1905. Andere succesvolle titels waren Ah! Ah! die Oscar en De jacht op Frans Rosier. 
Alberts Frères maakte ook documentaire films, hiervoor maakten ze opnames bij diverse 'historische' of voor die tijd bijzondere gebeurtenissen. Zo maakten ze een film van de aankomst van koning-moeder Emma in 1904 bij de aankomst van Rijksmunt in Utrecht. Veel van dergelijke, vaak korte, films moeten als verloren worden beschouwd.

## Vaste bioscopen
In de periode 1907 tot 1910 kwamen vaste bioscopen in de Nederlandse steden in opmars, met als gevolg dat het aanbod en inrichting van filmavonden veranderde. De  uitgebreide filmprogrammering van Alberts Frères werd minder succesvol en hun activiteiten op kermissen en in verenigingsgebouwen liepen terug. Vanaf 1909 begonnen de broers zich meer te richten op vaste locaties en begonnen zij met exploiteren van vaste bioscopen in onder andere Haarlem en Den Haag. In 1911 kwam er een einde aan de samenwerking tussen de beide broers. Bernard stapte grotendeels uit de wereld van de film en werd directeur van  het Grand Théâtre des Variétés in Amsterdam.
Willy Mullens ging verder met het produceren van films en bleef zijn eigen Residentie-Bioscoop exploiteren in Den Haag. In 1918 richtte hij voor de productie  van zijn films een nieuwe maatschappij op, de Gravenhaagsche Filmfabriek die al na enkele maanden werd omgedoopt in Haghe Film. De naam 'Alberts Frères' zou door Mullens nog tot in de jaren twintig worden gebruikt.